# Mychajlo Artjuchow
Mychajlo Wassyljowytsch Artjuchow (ukrainisch Михайло Васильович Артюхов, wiss. Transliteration Mychajlo Vasylovyč Artjuchov, * 15. Juni 1971 in Butscha) ist ein ehemaliger ukrainischer Skilangläufer.
Artjuchow startete international erstmals bei den Junioren-Skiweltmeisterschaften 1991 in Reit im Winkl. Dort gewann er die Bronzemedaille über 30 km Freistil und die Silbermedaille mit der Staffel. Bei den nordischen Skiweltmeisterschaften 1993 in Falun belegte er den 75. Platz über 10 km klassisch, den 56. Rang in der Verfolgung und den 46. Platz über 30 km klassisch. Seine besten Platzierungen bei den nordischen Skiweltmeisterschaften 1997 in Trondheim waren der 58. Platz in der Verfolgung und der 16. Rang mit der Staffel und bei den Olympischen Winterspielen 1998 in Nagano der 29. Platz über 30 km klassisch und der 12. Rang zusammen mit Hennadij Nikon, Oleksandr Sarownyj und Mykola Popowytsch in der Staffel. In seiner letzten aktiven Saison 1998/99 lief er bei der Winter-Universiade 1999 in Štrbské Pleso auf den 32. Platz über 10 km klassisch und auf den 18. Rang in der Verfolgung und bei den nordischen Skiweltmeisterschaften 1999 in Ramsau am Dachstein jeweils auf den 55. Platz über 10 km klassisch und 30 km Freistil und auf den 49. Rang in der Verfolgung.